# المغرب في الألعاب الأولمبية الصيفية 2012
شارك المغرب في دورة الألعاب الأولمبية الصيفية 2012، المقامة في لندن بالمملكة المتحدة، في الفترة الممتدة من 27 يوليو إلى 12 أغسطس 2012. و دخل المغرب في الأولمبياد بأكبر وفد رياضي في تاريخ مشاركاته الأولمبية قوامه 63 رياضيا ورياضية في 12 لعبة هي كرة القدم وألعاب القوى والملاكمة وسباق الدراجات والجودو والتايكوندو وسباقات القوارب والمبارزة والفروسية والمصارعة والرماية.

تم تكليف لاعبة التايكواندو وئام ديسلام بحمل العلم المغربي خلال حفل الافتتاح.

## الميداليات
| الرياضي          | المنافسة    | ذهبية | فضية | برونزية |
| ---------------- | ----------- | ----- | ---- | ------- |
| عبد العاطي إكدير | ألعاب القوى | -     | -    | 1       |
| المجموع          | 1           | -     | -    | 1       |

## ألعاب القوى
مقال تفصيلي: ألعاب القوى في الألعاب الأولمبية الصيفية 2012
شارك المغرب في منافسات ألعاب القوى بوفد قوامه 30 عداء وعداءة، في 13 سباقا ومسابقة
رجال
| سفيان بوقنطار      | 5000 متر       | —                                      | —                                      | —                                      | —                                      | 13:47.63                               | 18                                     | أقصي في نصف النهاية                    | أقصي في نصف النهاية                    |                     |                     |
| عبد الرحيم بورمضان | ماراثون        | —                                      | —                                      | —                                      | —                                      | —                                      | —                                      | لم يكمل السباق                         | لم يكمل السباق                         |                     |                     |
| أمين المناوي       | 800 متر        | —                                      | —                                      | 1:48.48                                | 6                                      | أقصي في ربع النهاية                    | أقصي في ربع النهاية                    | أقصي في ربع النهاية                    | أقصي في ربع النهاية                    |                     |                     |
| حميد الزين         | 3000 متر موانع | —                                      | —                                      | —                                      | —                                      | 8:21.25                                | 3                                      | 8:24.90                                | 7                                      |                     |                     |
| عبد العاطي إكدير   | 1500 متر       | —                                      | —                                      | 3:41.08                                | 2                                      | 3:33.99                                | 1                                      | 3:35.13                                |                                        |                     |                     |
| عبد العاطي إكدير   | 5000 متر       | —                                      | —                                      | —                                      | —                                      | 13:15.49                               | 5                                      | 13:44.19                               | 6                                      |                     |                     |
| رشيد كيسري         | ماراثون        | —                                      | —                                      | —                                      | —                                      | —                                      | —                                      | 2:15:09                                | 18                                     |                     |                     |
| أمين لعلو          | 1500 متر       | أقصي من المشاركة لثبوت تعاطيه للمنشطات | أقصي من المشاركة لثبوت تعاطيه للمنشطات | أقصي من المشاركة لثبوت تعاطيه للمنشطات | أقصي من المشاركة لثبوت تعاطيه للمنشطات | أقصي من المشاركة لثبوت تعاطيه للمنشطات | أقصي من المشاركة لثبوت تعاطيه للمنشطات | أقصي من المشاركة لثبوت تعاطيه للمنشطات | أقصي من المشاركة لثبوت تعاطيه للمنشطات |                     |                     |
| عزيز لحبابي        | 5000 متر       | —                                      | —                                      | —                                      | —                                      | 13:47.57                               | 15                                     | أقصي في نصف النهاية                    | أقصي في نصف النهاية                    | أقصي في نصف النهاية | أقصي في نصف النهاية |
| محمد مستاوي        | 1500 متر       | —                                      | —                                      | 3:37.41                                | 8                                      | 3:43.33                                | 6                                      | أقصي في نصف النهاية                    | أقصي في نصف النهاية                    |                     |                     |
| عزيز أوحادي        | 100 متر        | لم يشارك في السباق                     | لم يشارك في السباق                     | لم يشارك في السباق                     | لم يشارك في السباق                     | لم يشارك في السباق                     | لم يشارك في السباق                     | لم يشارك في السباق                     | لم يشارك في السباق                     |                     |                     |
| عزيز أوحادي        | 200 متر        | —                                      | —                                      | 20.80                                  | 6                                      | أقصي في ربع النهاية                    | أقصي في ربع النهاية                    | أقصي في ربع النهاية                    | أقصي في ربع النهاية                    |                     |                     |
| هشام السغيني       | 3000 متر موانع | —                                      | —                                      | —                                      | —                                      | 8:35.89                                | 10                                     | أقصي في نصف النهاية                    | أقصي في نصف النهاية                    | أقصي في نصف النهاية | أقصي في نصف النهاية |
| إبراهيم الطالب     | 3000 متر موانع | —                                      | —                                      | —                                      | —                                      | 8:29.02                                | 3                                      | 8:32.40                                | 11                                     |                     |                     |

سيدات
| مليكة العقاوي     | 800 متر        | —                                        | —                                        | 2:01.78                                  | 4                                        | 2:00.32                                  | 4                                        | أقصيت في نصف النهاية                     | أقصيت في نصف النهاية                     |                      |                      |
| سليمة والي العلمي | 3000 متر موانع | —                                        | —                                        | —                                        | —                                        | 9:44.62                                  | 11                                       | أقصيت في نصف النهاية                     | أقصيت في نصف النهاية                     | أقصيت في نصف النهاية | أقصيت في نصف النهاية |
| مريم علوي سلسولي  | 1500 متر       | أقصيت من المشاركة لثبوت تعاطيها للمنشطات | أقصيت من المشاركة لثبوت تعاطيها للمنشطات | أقصيت من المشاركة لثبوت تعاطيها للمنشطات | أقصيت من المشاركة لثبوت تعاطيها للمنشطات | أقصيت من المشاركة لثبوت تعاطيها للمنشطات | أقصيت من المشاركة لثبوت تعاطيها للمنشطات | أقصيت من المشاركة لثبوت تعاطيها للمنشطات | أقصيت من المشاركة لثبوت تعاطيها للمنشطات |                      |                      |
| كلثوم بوعسرية     | 3000 متر موانع | —                                        | —                                        | —                                        | —                                        | 9:58.77                                  | 10                                       | أقصيت في نصف النهاية                     | أقصيت في نصف النهاية                     | أقصيت في نصف النهاية | أقصيت في نصف النهاية |
| حليمة حشلاف       | 800 متر        | —                                        | —                                        | 2:00.99                                  | 3                                        | 1:58.84                                  | 5                                        | أقصيت في نصف النهاية                     | أقصيت في نصف النهاية                     |                      |                      |
| سهام الهيلالي     | 1500 متر       | —                                        | —                                        | 4:13.34                                  | 2                                        | 4:04.79                                  | 9                                        | أقصيت في نصف النهاية                     | أقصيت في نصف النهاية                     |                      |                      |
| نادية النوجاني    | 5000 متر       | —                                        | —                                        | —                                        | —                                        | لم تكمل السباق                           | لم تكمل السباق                           | أقصيت في نصف النهاية                     | أقصيت في نصف النهاية                     |                      |                      |
| سمية لعباني       | ماراثون        | —                                        | —                                        | —                                        | —                                        | —                                        | —                                        | لم تكمل السباق                           | لم تكمل السباق                           |                      |                      |
| ابتسام لخواض      | 1500 متر       | —                                        | —                                        | لم تشارك في السباق                       | لم تشارك في السباق                       | لم تشارك في السباق                       | لم تشارك في السباق                       | لم تشارك في السباق                       | لم تشارك في السباق                       |                      |                      |
| حياة لمباركي      | 400 متر حواجز  | —                                        | —                                        | 55.58                                    | 4                                        | 56.18                                    | 6                                        | أقصيت في نصف النهاية                     | أقصيت في نصف النهاية                     |                      |                      |
| سميرة الرايف      | ماراثون        | —                                        | —                                        | —                                        | —                                        | —                                        | —                                        | 2 س و 38:31                              | 73                                       |                      |                      |

## الملاكمة
رجال
| عبد العالي درعة        | وزن أقل من 49 كلغ.  | ايسومبا الكاميرون · خسر 10 - 13                  | أقصي من دور ال32                | أقصي من دور ال32             | أقصي من دور ال32    | أقصي من دور ال32    | أقصي من دور ال32    |                     |                     |
| أبو بكر الصديق اللبيدة | وزن أقل من 56 كلغ.  | إبراهيم بلا أستراليا · هزم 16 - 16 بتفضيل تحكيمي | أقصي من دور ال32                | أقصي من دور ال32             | أقصي من دور ال32    | أقصي من دور ال32    | أقصي من دور ال32    |                     |                     |
| عبد الحق عتقني         | وزن أقل من 64 كلغ.  | كولين موريشيوس خسر 16 - 10                       | أقصي من دور ال32                | أقصي من دور ال32             | أقصي من دور ال32    | أقصي من دور ال32    | أقصي من دور ال32    |                     |                     |
| المهدي الخالصي         | وزن أقل من 69 كلغ.  | سوزوكي اليابان خسر 14 - 13                       | أقصي من دور ال32                | أقصي من دور ال32             | أقصي من دور ال32    | أقصي من دور ال32    | أقصي من دور ال32    |                     |                     |
| بدر الدين الحديوي      | وزن أقل من 75 كلغ.  | أبوس أطوييف أوزبكستان · خسر 11 - 9               | أقصي من دور ال32                | أقصي من دور ال32             | أقصي من دور ال32    | أقصي من دور ال32    | أقصي من دور ال32    |                     |                     |
| أحمد البركي            | وزن أقل من 81 كلغ.  | منغ الصين · خسر 17 - 8                           | أقصي من دور ال32                | أقصي من دور ال32             | أقصي من دور ال32    | أقصي من دور ال32    | أقصي من دور ال32    |                     |                     |
| محمد العرجاوي          | وزن أكثر من 91 كلغ. | —                                                | يبمو مندوو الكاميرون · فاز 15-6 | كاماريلي إيطاليا · خسر 12-11 | أقصي في ربع النهائي | أقصي في ربع النهائي | أقصي في ربع النهائي | أقصي في ربع النهائي | أقصي في ربع النهائي |

سيدات
| الملاكم       | الحدث              | دور ال 16     | ربع النهائي                  | نصف النهائي          | النهائي              | النهائي              |                      |
| الملاكم       | الحدث              | المنافس نتيجة | المنافس نتيجة                | المنافس نتيجة        | المنافس نتيجة        |                      |                      |
| ------------- | ------------------ | ------------- | ---------------------------- | -------------------- | -------------------- | -------------------- | -------------------- |
| محجوبة أوبتيل | وزن أقل من 60 كلغ. | —             | أراوجو البرازيل · خسرت 16-12 | أقصيت في ربع النهائي | أقصيت في ربع النهائي | أقصيت في ربع النهائي | أقصيت في ربع النهائي |

## سباق التعرج المائي كانو-كاياك
| رياضي       | الحدث                  | تمهيدي   | تمهيدي    | تمهيدي   | تمهيدي    | تمهيدي | تمهيدي    | نصف النهائي             | نصف النهائي             | نهائي                   | نهائي                   | مجموع                   | الترتيب                 |
| رياضي       | الحدث                  | الجولة 1 | رتبة      | الجولة 2 | رتبة      | مجموع  | رتبة      | التوقيت                 | رتبة                    | التوقيت                 | رتبة                    | مجموع                   | الترتيب                 |
| ----------- | ---------------------- | -------- | --------- | -------- | --------- | ------ | --------- | ----------------------- | ----------------------- | ----------------------- | ----------------------- | ----------------------- | ----------------------- |
| جيهان سملال | سيدات K-1 [الإنجليزية] | 174.09   | 20 على 21 | 276.32   | 21 على 21 | 174.09 | 21 على 21 | أقصيت من الدور التمهيدي | أقصيت من الدور التمهيدي | أقصيت من الدور التمهيدي | أقصيت من الدور التمهيدي | أقصيت من الدور التمهيدي | أقصيت من الدور التمهيدي |

## الدرجات
رجال
| اللاعب        | المنافسة               | التوقيت  | الترتيب                                        |
| ------------- | ---------------------- | -------- | ---------------------------------------------- |
| عادل جلول     | سباق دراجات على الطريق | 5h46:37  | المرتبة 61 على 137 على بعد 40 ث من الفائز      |
| سفيان حدي     | سباق دراجات على الطريق |          | لم يكمل السباق (انسحب في الكلم 137)            |
| محسن الحسايني | سباق على الطريق        |          | لم يكمل السباق (انسحب في الكلم 90)             |
| محسن الحسايني | سباق دراجات ضد الساعة  | 57:25.24 | المرتبة 34 على 37 على بعد 6 د و 46 ث من الفائز |

## فروسية - الترويض الفردي
| اللاعب         | الخيل    | الحدث             | الجولة 1  | الجولة 1 | الجولة 2 | الجولة 2 | الجولة 2      | الجولة 2 | النهائي | النهائي | النهائي       | النهائي |
| اللاعب         | الخيل    | الحدث             | نتيجة     | رتبة     | نتيجة    | رتبة     | مجموع النتائج | رتبة     | نتيجة   | رتبة    | مجموع النتائج | رتبة    |
| -------------- | -------- | ----------------- | --------- | -------- | -------- | -------- | ------------- | -------- | ------- | ------- | ------------- | ------- |
| ياسين الرحموني | فلوريسكو | فردي [الإنجليزية] | 49 على 50 | 64.453   |          |          |               |          |         |         |               |         |

## مسايفة
تأهل من المغرب 2 مبارزان.
رجال
| المبارز            | الحدث        | دورة 32                     | دورة 16          | الربع النهائي    | النصف النهائي    | النهائي          | النهائي          |                  |
| المبارز            | الحدث        | المنافس نتيجة               | المنافس نتيجة    | المنافس نتيجة    | المنافس نتيجة    | المنافس نتيجة    | المنافس نتيجة    | ترتيب            |
| ------------------ | ------------ | --------------------------- | ---------------- | ---------------- | ---------------- | ---------------- | ---------------- | ---------------- |
| عبد الكريم الهواري | سيف المبارزة | جيزا المجر · خسر 15 ل 8     | أقصي من دور ال32 | أقصي من دور ال32 | أقصي من دور ال32 | أقصي من دور ال32 | أقصي من دور ال32 | أقصي من دور ال32 |
| علي كزافيي الحسين  | سيف الشيش    | طولدو البرازيل · خسر 15 ل 6 | أقصي من دور ال32 | أقصي من دور ال32 | أقصي من دور ال32 | أقصي من دور ال32 | أقصي من دور ال32 | أقصي من دور ال32 |

## كرة القدم
تأهل فريق كرة القدم المغربي رجال لهذا الحدث من خلال الوصول إلى المباراة النهائية لبطولة أفريقيا تحت 23 سنة لكرة القدم سنة 2011.

تنافس المغرب ضمن المجموعة الرابعة مع منتخبات إسبانيا واليابان وهندوراس و أقصي في الدور الأول كثالث مجموعة.
- مدرب: بيم فيربيك
- اللاعبون
  1. محمد أمسيف، اف سي أوكزبورك.
  2. ياسين بونو، أتلتيكو مدريد.
  3. عبد اللطيف نوصير، نادي الفتح الرياضي.
  4. محمد أبرهون، نادي المغرب أتلتيكو تطوان.
  5. عبد الحميد الكوثري، نادي مونبيلييه.
  6. زكرياء بركديش، نادي لنس.
  7. زهير فضال، إسبانيول.
  8. ياسين جبور، نادي رين.
  9. عماد نجاح، نادي آيندهوفن.
  10. زكرياء لبيض، سبورتينغ لشبونة.
  11. إدريس فتوحي، نادي إستر.
  12. عبد العزيز برادة، نادي خيتافي.
  13. عمر القدوري، يوفنتوس.
  14. حسين خرجة، النادي العربي (قطر).
  15. ريان فريكش، نادي أنجيه.
  16. نورالدين أمرابط، نادي غلطة سراي.
  17. سفيان بيضاوي، ليرس.
  18. سفيان الحسناوي، نادي دي غرافشاب.
- المباريات

ينافس منتخب المغرب في المجموعة الرابعة مغ منتخبات إسبانيا و الهندوراس واليابان.
| الفريق  | نقاط | فرق | عليه | له | خ | ت | ف | لعب |
| ------- | ---- | --- | ---- | -- | - | - | - | --- |
| اليابان | 7    | +2  | 0    | 2  | 0 | 1 | 2 | 3   |
| هندوراس | 5    | +1  | 2    | 3  | 0 | 2 | 1 | 3   |
| المغرب  | 2    | -1  | 3    | 2  | 1 | 2 | 0 | 3   |
| إسبانيا | 1    | -2  | 2    | 0  | 2 | 1 | 0 | 3   |

| هندوراس                     | 2-2 | المغرب                       |
| --------------------------- | --- | ---------------------------- |
| جيري بينكتسون جيري بينكتسون |     | عبد العزيز برادة زكرياء لبيض |

| اليابان       | 0-1 | المغرب |
| ------------- | --- | ------ |
| كينسوكي ناغاي |     |        |

| إسبانيا | 0-0 | المغرب |
| ------- | --- | ------ |
|         |     |        |

## جودو
أربعة عناصر تمكنت من حجز مقعدها في الأولمبياد (3 ذكورا و1 إناثا).
| الرياضي        | الحدث           | دور 64        | دور 32                 | دور 16                   | الربع النهائي     | النصف النهائي     | الترضية 1         | الترضية 2         | النهائي           | النهائي           |
| الرياضي        | الحدث           | المنافس نتيجة | المنافس نتيجة          | المنافس نتيجة            | المنافس نتيجة     | المنافس نتيجة     | المنافس نتيجة     | المنافس نتيجة     | المنافس نتيجة     | ترتيب             |
| -------------- | --------------- | ------------- | ---------------------- | ------------------------ | ----------------- | ----------------- | ----------------- | ----------------- | ----------------- | ----------------- |
| صفوان عطاف     | أقل من 81 كلغ   | —             | ساريي ليبيريا · فوز    | جيلهيرو البرازيل · خسارة | أقصي من دور ال16  | أقصي من دور ال16  | أقصي من دور ال16  | أقصي من دور ال16  | أقصي من دور ال16  | أقصي من دور ال16  |
| ياسين مدثر     | أقل من 60 كلغ   | —             | يوكينن فنلندا · خسارة  | أقصي من دور ال32         | أقصي من دور ال32  | أقصي من دور ال32  | أقصي من دور ال32  | أقصي من دور ال32  | أقصي من دور ال32  | أقصي من دور ال32  |
| المهدي المالكي | أكثر من 100 كلغ | —             | روداكي إيران · فوز     | بور المجر · خسارة        | أقصي من دور ال16  | أقصي من دور ال16  | أقصي من دور ال16  | أقصي من دور ال16  | أقصي من دور ال16  | أقصي من دور ال16  |
| غزلان الزواق   | أقل من 63 كلغ   | —             | دريكسلر النمسا · خسارة | أقصيت من دور ال32        | أقصيت من دور ال32 | أقصيت من دور ال32 | أقصيت من دور ال32 | أقصيت من دور ال32 | أقصيت من دور ال32 | أقصيت من دور ال32 |

## السباحة
| السباحة     | المسابقة                | الدور التمهيدي | الدور التمهيدي | نصف النهاية             | نصف النهاية             | النهاية                 | النهاية                 |
| السباحة     | المسابقة                | توقيت          | رتبة           | توقيت                   | رتبة                    | توقيت                   | رتبة                    |
| ----------- | ----------------------- | -------------- | -------------- | ----------------------- | ----------------------- | ----------------------- | ----------------------- |
| سارة البكري | 100 متر سباحة على الصدر | 1:08.21        | 18             | أقصيت في الدور التمهيدي | أقصيت في الدور التمهيدي | أقصيت في الدور التمهيدي | أقصيت في الدور التمهيدي |
| سارة البكري | 200 متر سباحة على الصدر | 2:26.05 ر ق م  | 11             | 2:25.86 ر ق م           | 11                      | أقصيت في نصف النهاية    | أقصيت في نصف النهاية    |
| سارة البكري | 400 متر 4 سباحات        | 4:53.21        | 32             | أقصيت في الدور التمهيدي | أقصيت في الدور التمهيدي | أقصيت في الدور التمهيدي | أقصيت في الدور التمهيدي |

ر ق م : رقم قياسي مغربي في إبانه

## الرماية
| ياسمينة المسفيوي | رماية | 61 | 21 | أقصيت من الدور التمهيدي | أقصيت من الدور التمهيدي | أقصيت من الدور التمهيدي | أقصيت من الدور التمهيدي |

## التايكواندو
| المصارع       | الوزن                | الدور التمهيدي                          | ربع النهائي             | نصف النهائي             | ترضية                   | النهائي                 | النهائي                 |                         |
| المصارع       | الوزن                | منافس نتيجة                             | منافس نتيجة             | منافس نتيجة             | منافس نتيجة             | منافس نتيجة             | رتبة                    |                         |
| ------------- | -------------------- | --------------------------------------- | ----------------------- | ----------------------- | ----------------------- | ----------------------- | ----------------------- | ----------------------- |
| سناء أتبرور   | سيدات أقل من 49 كلغ  | لوبيث رودريغيث الأرجنتين · خسرت 1-0 PTF | أقصيت من الدور التمهيدي | أقصيت من الدور التمهيدي | أقصيت من الدور التمهيدي | أقصيت من الدور التمهيدي | أقصيت من الدور التمهيدي | أقصيت من الدور التمهيدي |
| وئام ديسلام   | سيدات أكثر من 67 كلغ | هيرنانديز غلينهيز كوبا · خسرت 2-1 SDP   | أقصيت من الدور التمهيدي | أقصيت من الدور التمهيدي | أقصيت من الدور التمهيدي | أقصيت من الدور التمهيدي | أقصيت من الدور التمهيدي | أقصيت من الدور التمهيدي |
| عصام الشرنوبي | رجال أقل من 80 كلغ   | بهاوي ناصر أحمد أفغانستان · خسر 4-3 PTF | أقصي من الدور التمهيدي  | أقصي من الدور التمهيدي  | أقصي من الدور التمهيدي  | أقصي من الدور التمهيدي  | أقصي من الدور التمهيدي  | أقصي من الدور التمهيدي  |

## المصارعة
| المصارع    | الوزن              | الدور التمهيدي            | ربع النهائي            | نصف النهاية            | ترضية                  | نهاية                  | نهاية                  |                        |
| المصارع    | الوزن              | منافس نتيجة               | منافس نتيجة            | منافس نتيجة            | منافس نتيجة            | منافس نتيجة            | رتبة                   |                        |
| ---------- | ------------------ | ------------------------- | ---------------------- | ---------------------- | ---------------------- | ---------------------- | ---------------------- | ---------------------- |
| فؤاد فجاري | رجال أقل من 55 كلغ | نيبلوم الدنمارك · خسر 1-3 | أقصي من الدور التمهيدي | أقصي من الدور التمهيدي | أقصي من الدور التمهيدي | أقصي من الدور التمهيدي | أقصي من الدور التمهيدي | أقصي من الدور التمهيدي |
| شكري عطافي | رجال أقل من 96 كلغ | عياري تونس · خسر 1-3      | أقصي من الدور التمهيدي | أقصي من الدور التمهيدي | أقصي من الدور التمهيدي | أقصي من الدور التمهيدي | أقصي من الدور التمهيدي | أقصي من الدور التمهيدي |

## مقالات ذات صلة
- الوطن العربي في الألعاب الأولمبية الصيفية 2012